# Brachyelytrum
Brachyelytrum es un género de plantas herbáceas perteneciente a la familia de las poáceas. Es originario de América del Norte, Japón y Corea. Es el único género de la tribu Brachyelytreae.

## Taxonomía
El género fue descrito por Ambroise Marie François Joseph Palisot de Beauvois y publicado en Essai d'une Nouvelle Agrostographie 39, 155, pl. 9, f. 2. 1812. La especie tipo es: Brachyelytrum erectum (Schreb.) P.Beauv.
Citología
El número cromosómico básico del género es x =11, con números cromosómicos somáticos de 2n = 22. 2 ploide.
Etimología
Brachyelytrum: nombre genérico que deriva del griego brachus (corto) y elutron (cubierta, cáscara), aludiendo a sus glumas cortas.

## Especies aceptadas
A continuación se brinda un listado de las especies del género Brachyelytrum aceptadas hasta mayo de 2014, ordenadas alfabéticamente. Para cada una se indica el nombre binomial seguido del autor, abreviado según las convenciones y usos.
- Brachyelytrum aristosum (Michx.) Trel., Branner & Coville
- Brachyelytrum erectum (Schreb.) P.Beauv.
- Brachyelytrum japonicum (Hack.) Matsum. ex Honda